# Biografski film
Biografski film - ili skraćeno biopic - je filmski žanr koji dramatizira život stvarne osobe ili ljudi. Razlikuju se od filmova "temeljenih na stvarnim događajima" ili "povijesnih filmova" po tome što pokušavaju opsežno prepričati život osobe ili bar povijesno značajne godine njihova života.
Od osamdesetih, biografski su filmovi postali iznimno popularni jer su napredak filmske tehnologije i povećanje filmskih budžeta omogućili redateljima da dočaraju povijesne periode. Početkom 2000-ih, dogodila se poplava biografskih filmova nakon što su Čovjek na Mjesecu, Ali, Frida i drugi postali hvaljeni i nagrađivani.
Budući da su figure koje se prikazuju stvarne osobe čija su djela i karakteristike poznati, biografski filmovi smatraju se najzahtjevnijima za glumce i glumice. Will Smith i Jim Carrey stekli su reputaciju dramskih glumaca nakon što su se pojavili u biografskim filmovima, Smith kao Muhammad Ali u Aliju, a Carrey kao Andy Kaufman u Čovjeku na Mjesecu.
Biografski se filmovi tradicionalno fokusiraju na omiljene, povijesno važne ličnosti. No, u zadnje vrijeme su se snimili filmovi o dvoznačnim figurama (Narod protiv Larryja Flinta, Bijeli prah, Čudovište itd.).
U rijetkim slučajevima, junak filma glumi samog sebe; Jackie Robinson u Priči o Jackie Robinson, Muhammad Ali u Najvećem, Audie Murphy u Do pakla i natrag, Patty Duke u Zovi me Anna i Howard Stern u Private Parts.
Većina biopica su drame iako su filmovi kao Walk Hard: The Dewey Cox Story prelaze u komediju, dok se produciraju i akcijski i drugi žanrovi.

## Kontroverze oko vjerodostojnosti
Od biografskih filmova očekuje se velika razina vjerodostojnosti, često kako bi se smanjio rizik od klevete, ali filmovi često izmjenjuju događaje u svrhu priče. Događaji su ponekad prikazani dramatičnije nego što su se zaista dogodili, dok je vrijeme "sažeto" kako bi se prikazali svi važniji događaji ili se više ljudi stavlja u isto okruženje.
Iako mnogi gledatelji i kritičari opraštaju takve izmišljotine zbog zabave, neki su biografski filmovi došli pod udar kritike zbog optužbi za prijevaru. Povjesničari su primijetili svojeglavu kronologiju Michaela Collinsa, skupina grčkih odvjetnika zaprijetila je tužbom producentima Aleksandra Velikog zbog sugestija da je Aleksandar Veliki bio biseksualac, a mnogi obožavatelji boksa su negodovali zbog negativnog prikaza Maxa Baera u Cinderella Manu. No, još kontroverzniji biopic u kontekstu točnosti je Uragan iz 1999., o boksaču Rubinu Carteru i njegovim trima lažnim osudama. Nekoliko detalja je izmijenjeno kako bi se pojačao dojam o Carteru te detalji o policijskim procedurama koje su dovele do osude a koje nisu bile u skladu sa sudskim zapisnikom. Osim toga, bivši prvak u srednjoj kategoriji Joey Giardello, koji je osvojio titulu boksajući protiv Cartera, tužio je producente filma zbog sugeriranja kako je osvojio naslov zbog rasističke "namještaljke". Slučaj je završio nagodbom izvan suda.
Roger Ebert je branio Uragan i izvrtanja činjenica u biografskom filmu općenito, rekavši "oni koji traže istinu o čovjeku iz filma mogli bi se isto tako raspitivati kod njegove bake, Uragan nije dokumentarac nego parabola."
Neki biografski filmovi namjerno izvrću činjenice. Ispovijedi opasnog uma temeljen je na raskrinkanim, ali opet popularnim memoarima voditelja kvizova Chucka Barrisa, u kojima je tvrdio da je agent CIA-e, a Kafka je kombinirao život autora Franza Kafke i nadrealne aspekte njegove fikcije.
Kod biografskih filmova kontroverzan može biti i casting. Neki su smatrali da Anthony Hopkins nije trebao igrati Richarda Nixona u Nixonu jer ne sliče fizički, dok su neki Selenini obožavatelji prigovarali zbog izbora Jennifer Lopez jer je Portorikanka, dok je Selena bila Meksikanka.